# Wayne David
Wayne David (ur. 1 lipca 1957 w Bridgend) – brytyjski i walijski polityk, poseł do Parlamentu Europejskiego III i IV kadencji, deputowany do Izby Gmin.

## Życiorys
Ukończył w 1979 historię na Cardiff University, a w 1982 historię gospodarczą Swansea University. Odbył studia podyplomowe z zakresu nauczania. Pracował jako nauczyciel w szkole i jako lektor w organizacji Workers' Educational Association. Zaangażował się w działalność polityczną w ramach Partii Pracy. Był radnym (1985–1991) i przewodniczącym rady (1986–1987) w Cefn Cribwr.
Od 1989 do 1999 sprawował mandat eurodeputowanego, wchodząc w skład frakcji socjalistycznej. W latach 1992–1994 był wiceprzewodniczącym Komisji ds. Polityki Regionalnej, Planowania Regionalnego i Stosunków z Władzami Regionalnymi i Lokalnymi.
W wyborach parlamentarnych w 2001 został wybrany do Izby Gmin z okręgu wyborczego Workington. Z powodzeniem ubiegał się o reelekcję również w wyborach w 2005, 2010, 2015, 2017 i 2019. Od 2008 do 2010 był parlamentarnym sekretarzem ds. Walii. Od 2010 był powoływany w skład laburzystowskich gabinetów cieni.